# Sigizzone Bianchelli il Giovane
Sigizzone Bianchelli (Italia, XI secolo – Italia, dopo il 1130) è stato un cardinale italiano.

## Biografia
Nacque in Italia nella seconda metà dell'XI secolo.
Papa Pasquale II lo elevò al rango di cardinale presbitero nel concistoro del 1117 con il titolo di San Sisto, di cui prese possesso forse nel 1118. Prese parte al conclave del 1118, a quello del 1124 e a quello emblematico del 1130 dove si schierò con Anacleto II.
Non si conosce la data della sua morte né il luogo, ma è certo che morì dopo il 1130, in quanto la sua ultima attestazione è la sottoscrizione del decreto di elezione dell'antipapa Anacleto II.